# Sveta Nedelyakathedraal

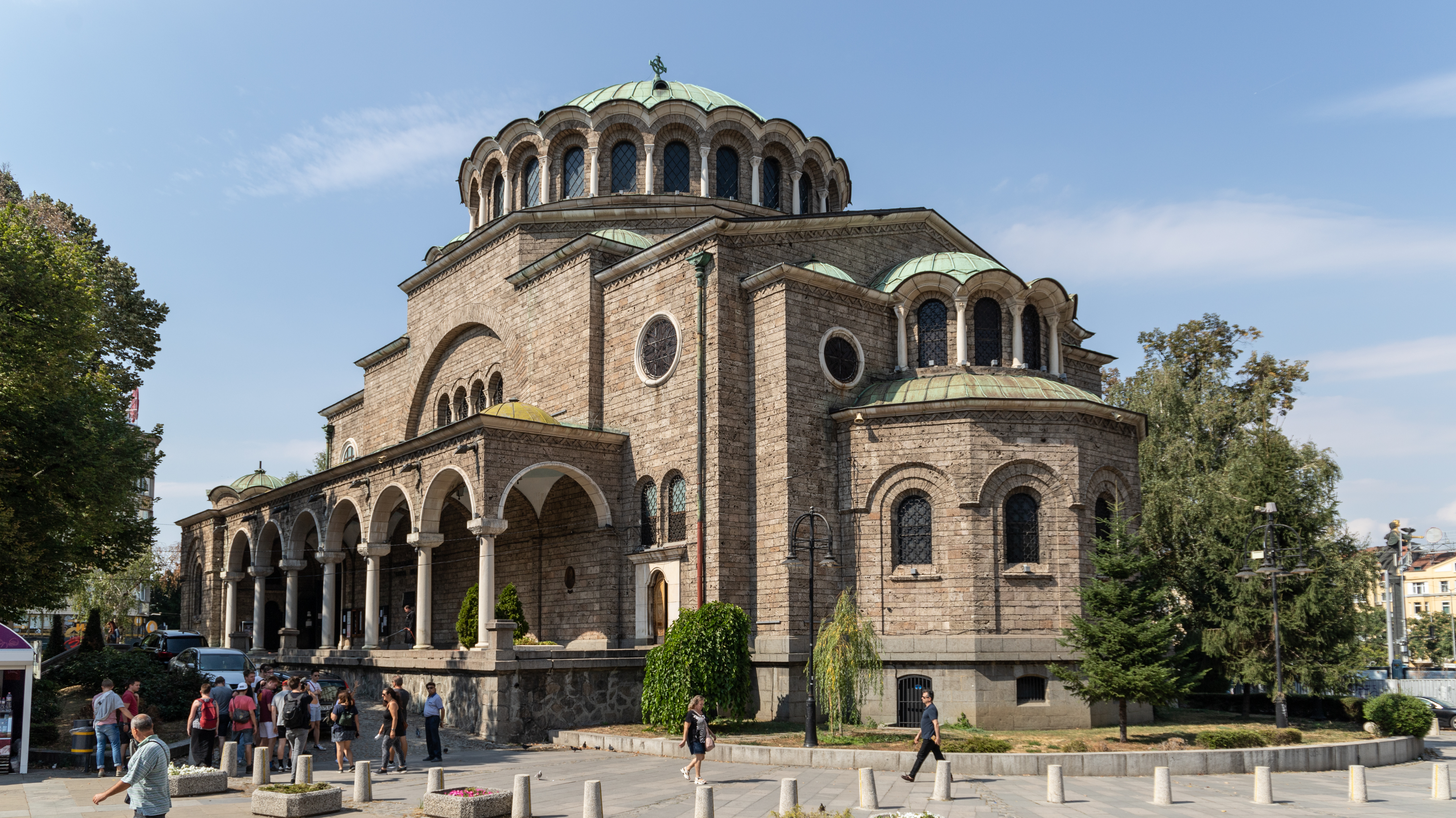
Sveta Nedelyakathedraal

De Sveta Nedelyakathedraal is een orthodoxe kerk in de Bulgaarse hoofdstad Sofia.
De op een eiland in centraal Sofia gebouwde Sveta Nedelyakathedraal ('Gezegende Zondag') is al heel lang een van de belangrijkste kerken van de stad. Zij werd gebouwd op de plaats van een 10de-eeuwse kerk. In de Osmaanse tijd heette zij de Sveti Kralkerk ('Gezegende Koning'), omdat zij de relikwieën bevatte van Stefan Uroš II Milutin, een 14de-eeuwse Servische vorst die de Bulgaarse keizer Milhail Shishman versloeg. De botten, die miraculeuze helende krachten zouden bezitten, liggen in een kist naast de iconostase. 
De kerk werd in 1856-1863 herbouwd, maar in 1925 verwoest toen communisten er een zware bomaanslag pleegden, die het dak deed instorten en 150 doden veroorzaakte. De terreurdaad vond plaats tijdens een door tsaar Boris III en zijn familie bezochte begrafenismis. De galerijen aan de noordzijde en de vergulde iconostase bleven bewaard. Fresco's uit circa 1970 en een marmeren vloer uit de jaren negentig geven het interieur een eigentijds aanzien. De kathedraal is de zetel van de bisschop van Sofia.